# Leptosiaphos blochmanni
Leptosiaphos blochmanni is een hagedissensoort uit de familie van de skinken (Scincidae).
De wetenschappelijke naam van de soort werd voor het eerst voorgesteld door Gustav Tornier in 1903. Tornier plaatste de soort in het geslacht Lygosoma. Hij noemde de soort naar de zoöloog Friedrich Blochmann die professor was aan de universiteit van Tübingen.
De soort werd aangetroffen aan het Kivumeer in het toenmalige Duits-Oost-Afrika (tegenwoordig het grensgebied tussen Rwanda en Congo-Kinshasa). De hagedis is 143 mm lang, waarbij de staart 95 mm lang is. De rug is geelbruin met talrijke zwarte punten in langsrijen. De staart is aan de bovenzijde meer gelijkmatig bruin. De zijkanten van het lichaam zijn lichtbruin met donkere puntjes in langsrijen. De kop is zeer klein.